# Веселов, Георгий Петрович
Георгий Петрович Веселов (род. 14 июня 1929, Дымово, Порховский район, Псковская область, РСФСР, СССР) — советский хозяйственный, государственный и политический деятель, кандидат педагогических наук, кандидат исторических наук, профессор МПГУ.

## Биография
Родился в 1929 году в селе Дымово. Член КПСС.
С 1947 года — на хозяйственной, общественной и политической работе. В 1947—2000 годах — заведующим Дымовской начальной школой Славковского района Псковской области, первый секретарь Псковского горкома комсомола, второй секретарь,  первый секретарь Псковского обкома ВЛКСМ, второй секретарь Псковского горкома КПСС, аспирант Академии общественных наук при ЦК КПСС, главный редактор газеты «Псковская правда», секретарь Псковского обкома КПСС по пропаганде, первый заместитель министра просвещения РСФСР, министр просвещения РСФСР, профессор МПГУ.  
Избирался депутатом Верховного Совета РСФСР 10-го и 11-го созывов. Делегат XXVI и XXVII съездов КПСС.
Живёт в Москве.

### в качестве редактора
- В мире русской литературы: Книга для внеклассного чтения. 4 класс / под редакцией Г.П. Веселова; [сост.: В.Я. Коровина, Т.Ф. Курдюмова, И.С. Збарский].- М.: Просвещение, 1982.- 318, [2] с.: ил.- (В переплёте) : 1 р. 30 к